# Ephraim Silas Obot
Ephraim Silas Obot (* 6. Oktober 1936 in Adiasim, Akwa Ibom, Nigeria; † 12. April 2009) war Bischof von Idah.

## Leben
Ephraim Silas Obot empfing die Priesterweihe am 29. Juni 1968. 1971 wurde er von Papst Paul VI. zum Titularbischof von Iunca in Byzacena ernannt und zum Weihbischof im Bistum Ikot Ekpene bestellt. Die Bischofsweihe spendete ihm am 31. Oktober 1971 Erzbischof Amelio Poggi, Apostolischer Delegat in Nigeria. Mitkonsekratoren waren Dominic Ignatius Ekandem, Bischof von Ikot Ekpene und späterer Kardinal, und Bischof Felix Alaba Adeosin Job, Bischof von Ibadan.
1977 wurde er zum ersten Bischof des Bistums Idah ernannt. Er starb im Amt an den Folgen der Parkinson-Krankheit.
Durch die Vermittlung von Eduard Schick und Ephraim Obot, als erstem Bischof von Idah, bestand eine langjährige Partnerschaft des Bistums Idah mit dem Bistum Fulda.